# Resolutie 2210 Veiligheidsraad Verenigde Naties
Resolutie 2210 van de Veiligheidsraad van de Verenigde Naties werd unaniem aangenomen door de VN-Veiligheidsraad op 16 maart 2015 en verlengde UNAMA-hulpmissie van de Verenigde Naties in Afghanistan verder met een jaar.

## Achtergrond
In 1979 werd Afghanistan bezet door de Sovjet-Unie, die vervolgens werd bestreden door Afghaanse krijgsheren. Toen de Sovjets zich in 1988 terugtrokken raakten ze echter slaags met elkaar. In het begin van de jaren 1990 kwamen ook de Taliban op. In september 1996 namen die de hoofdstad Kabul in. Tegen het einde van het decennium hadden ze het grootste deel van het land onder controle en riepen ze een streng islamitische staat uit. In 2001 verklaarden de Verenigde Staten met bondgenoten hen de oorlog en moesten ze zich terugtrekken, waarna er een interim-regering werd opgericht en een NAVO-troepenmacht werd geïnstalleerd die instond voor de veiligheid en de heropbouw van Afghanistans veiligheidsdiensten. Die missie liep eind 2014 ten einde. In 2015 zou een overgangsdecennium aanvangen om het land economisch te stabiliseren en veilig te maken. Een nieuwe NAVO-missie, de 12 000 man sterke operatie Resolute Support, zou de Afghaanse veiligheidsdiensten verder ondersteunen.

## Inhoud
Op 29 september 2014 was de eerste democratisch verkozen president van Afghanistan, Ashraf Ghani, geïnaugureerd en was er een regering van nationale eenheid gevormd. Die regering had een hervormingsprogramma opgesteld dat in de komende tien jaar voor meer veiligheid, politieke, economische en fiscale stabiliteit, goed bestuur, respect voor de mensenrechten, minder corruptie en sociale, ecologische en economische ontwikkeling moest zorgen. Ook zou ze een politieke dialoog leiden die elkeen die geweld afzwoer, geen banden met terreurgroepen – die nog steeds een grote bedreiging vormden – had, de grondwet respecteerde en wilde meebouwen aan een vredevol Afghanistan moest verzoenen.
Daartoe moest het land ook capabele veiligheidsdiensten hebben; waarin Afghanistan bijgestaan zou worden door de NAVO. In 2014 had het geweld in het land immers meer dan 10.000 burgerslachtoffers gekost; het hoogste aantal sinds 2009. Voor de coördinatie van alle andere hulp bleef er de VN-missie UNAMA. Die missie werd met een jaar verlengd, tot 17 maart 2016. UNAMA's prioriteiten waren de internationale steun aan Afghanistan coördineren en helpen met de organisatie van verkiezingen en het vredesproces.

## Verwante resoluties
- Resolutie 2161 Veiligheidsraad Verenigde Naties (2014)
- Resolutie 2189 Veiligheidsraad Verenigde Naties (2014)
- Resolutie 2274 Veiligheidsraad Verenigde Naties (2016)

Lijst ·  2196 ·  2197 ·  2198 ·  2199 ·  2200 ·  2201 ·  2202 ·  2203 ·  2204 ·  2205 ·  2206 ·  2207 ·  2208 ·  2209 ·  2210 ·  2211 ·  2212 ·  2213 ·  2214 ·  2215 ·  2216 ·  2217 ·  2218 ·  2219 ·  2220 ·  2221 ·  2222 ·  2223 ·  2224 ·  2225 ·  2226 ·  2227 ·  2228 ·  2229 ·  2230 ·  2231 ·  2232 ·  2233 ·  2234 ·  2235 ·  2236 ·  2237 ·  2238 ·  2239 ·  2240 ·  2241 ·  2242 ·  2243 ·  2244 ·  2245 ·  2246 ·  2247 ·  2248 ·  2249 ·  2250 ·  2251 ·  2252 ·  2253 ·  2254 ·  2255 ·  2256 ·  2257 ·  2258 ·  2259